# Alphons von Mirbach
Alphons Peter Gustav Theodor Freiherr von Mirbach, normiert auch Alfons Freiherr von Mirrbach (* 25. Maijul. / 6. Juni 1812greg. 1812 in Mitau; † 12. März 1885 in München), war ein königlich-bayerischer Hofbeamter, kurländischer Direktionsrat, Rittergutsbesitzer und Ehrenritter des Johanniterordens.

## Leben
Er stammte aus dem deutsch-baltischen ursprünglich rheinischen Uradelsgeschlecht von Mirbach. Alfons von Mirbach wurde als Sohn des Oberhauptmanns in Mitau, Peter Karl Ernst Freiherr von Mirbach († 1832) geboren. Ludwig von Mirbach († 1854) Gerichtsassessor in Bauske war sein Bruder. Er studierte an der Universität Bonn, wo er 1831 Mitglied des Corps Borussia Bonn wurde. 1832 wurde er dort rezipiert. Nach dem Studium war er Direktionsrat der Kurländischen Bank. Von Mirbach besaß seit 1845 das kurländische Rittergut Stalgen (lettisch Staļģene) im Kirchspiel Mitau. Seit dem 20. September 1850 fungierte er an Stelle des zurückgetretenen Grafen Medem als Direktionsrat für den Mitauischen Kreis bzw. kaiserlich-russischer Kreisgerichts-Assessor. Später trat er mit Beibehaltung der russischen Untertanenschaft in bayerische Dienste und wurde 1847 königlich-bayerischer Kämmerer. Mirbach war Mitglied, zuletzt Ehrenmitglied des Veteranen- und Kriegervereins München und betätigte sich im Waisen-Verein. Als Kammerherr Sr. Majestät des Königs von Bayern wurde er im Januar 1855 vom preußischen König zum Ehrenritter des Johanniterordens ernannt.
1861 wurde von Mirbach neben Graf Montgelas, Freiherr von Pfeffel, Hofbankier von Hirsch und Graf von Seinsheim-Günching in ein fünfköpfiges Komitee gewählt, welches in Wien die Interessen der bayerischen Aktionäre der österreichischen Nationalbank vertrat und ihre Rechte gegenüber den jüngsten Vorschlägen des k. k. Finanzministeriums sichern sollte. 1866 veräußerte er das Gut Stalgen an Julius Röpenack. Während des Deutsch-Französischen Krieges berief von Mierbach 1870 als ältester Rechtsritter des bayerischen Johanniterordens die Ordensritter, um mit ihnen eine Tätigkeit zum Trost der Kriegsverwundeten und Kranken zu vereinbaren. 1871 machte er eine Schenkung von 4000 Gulden zur Errichtung eines Invaliden-Fonds, deren Zinsen pensionierten Unteroffizieren und Soldaten zukommen sollte. Dafür zeichnete ihn König Ludwig II. 1871 mit dem Komturkreuz des bayerischen Militärverdienstorden aus. Laut königlicher Urkunde vom 14. Februar 1879 stiftete er die Freiherrlich von Mirbach´sche Familienstiftung mit einem Kapital von 310080 Mark, welche in die von seinem Schwiegersohn am 16. August 1877 in Roggenburg gegründeten Mirbach-Geldern-Egmont´sches Familienfideikommiss überging. Von Mirbach verstarb im Alter von 72 Jahren und ist auf dem Alten Nördlichen Friedhof in München bestattet. Sein Grab an der Friedhofsmauer existiert noch heute. Erbe seines Vermögens war seine einzige Tochter, deren Familie von König Ludwig II. eine Namens- und Wappenvereinigung zu Mirbach-Geldern-Egmont genehmigt wurde. Von Mirbachs Enkel war der königlich-bayerische Diplomat und Legationsrat Alfons Graf von Mirbach-Geldern-Egmont (1872–1964).

## Familie
Von Mirbach heiratete 1843 in Dresden Elisabeth Amalie Freifrau von Mirbach, geb. Gräfin Bray (* 9. März 1809 in Sankt Petersburg; † 6. Dezember 1895 in München), Witwe des königlich-preußischen Gesandten in Wien Bogislav Freiherr von Malzhan († 1833) und Ehrendame des Theresienordens. Aus der Ehe ging die Tochter Gabriele (* 30. Januar 1847 in München; † 24. Juni 1899 ebenda), Sternkreuzdame, hervor, welche mit Adolf Graf von Geldern-Egmont (* 13. März 1841 in Thurnstein), königlich-bayerischer und k. k. Kämmerer, Major sowie Herr auf Roggenburg verheiratet war.

## Auszeichnungen
- 1855:  St. Johanniter-Orden, Rechts- bzw. Ehrenritter[23][24]
- 1858:  Russischer Sankt-Stanislaus-Orden, 2. Klasse[25]
- 1871:  Bayerischer Militärverdienstorden, Komturkreuz[26]
- 1878: Ehrenmitglied des Veteranen- und Kriegervereins München[27]